# إليانور كامبل
إليانور كامبل (بالإنجليزية: Eleanor Campbell)‏ هي فيزيائية وكيميائية بريطانية، ولدت في 13 أبريل 1960 في Rothesay ‏ في المملكة المتحدة.